# Nikolina Milić
Nikolina Milić (in serbo Николина Милић?; Trebigne, 12 aprile 1994) è una cestista bosniaca naturalizzata serba.

## Carriera
Con la Serbia ha disputato i Campionati europei del 2019.